# José Manuel Imbamba
José Manuel Imbamba (ur. 7 sierpnia 1965 w Bomie, w prowincji Moxico) – angolański duchowny rzymskokatolicki, arcybiskup Saurimo od 2011.

## Życiorys

### Prezbiterat
Święcenia kapłańskie przyjął 29 grudnia 1991 i został inkardynowany do diecezji Lwena. Po święceniach został proboszczem parafii katedralnej. W latach 1995–1999 studiował filozofię w Rzymie, a po powrocie do kraju objął funkcję wikariusza generalnego diecezji. W 2001 został sekretarzem generalnym uniwersytetu w Luandzie.

### Episkopat
6 października 2008 został mianowany biskupem ordynariuszem diecezji Dundo. Sakry biskupiej udzielił mu 14 grudnia 2008 biskup Kabindy - Filomeno Vieira Dias.
12 kwietnia 2011 Benedykt XVI mianował go arcybiskupem metropolitą Saurimo. 9 listopada 2015 został wybrany wiceprzewodniczącym Konferencji Episkopatu Angoli i Wysp Świętego Tomasza i Książęcej.